# Lithophane fagina
Lithophane fagina là một loài bướm đêm trong họ Noctuidae.